# Fórmula de Euler
La fórmula de Euler o relación de Euler, atribuida a Leonhard Euler, establece el teorema, en el que la relación fundamental entre las funciones trigonométricas y la función exponencial compleja. La fórmula de Euler establece que para cualquier número real x:
{\displaystyle e^{ix}=\cos x+i\,\operatorname {sen} x}
{\displaystyle e^{-ix}=\cos x-i\,\operatorname {sen} x}
para todo número real x, que representa un ángulo en el plano complejo. Aquí, e es la base del logaritmo natural, i es la unidad imaginaria, {\displaystyle \operatorname {sen} x} y {\displaystyle \cos x} son las funciones trigonométricas seno y coseno.
Esta función exponencial compleja se denota a veces cis x ("coseno más i seno"). La fórmula sigue siendo válida si x es un número complejo, por lo que algunos autores se refieren a la versión compleja más general como fórmula de Euler.
La fórmula de Euler es omnipresente en matemáticas, física, química e ingeniería. El físico Richard Feynman llamó a la ecuación "nuestra joya" y "la fórmula más notable de las matemáticas".
Cuando x = π, la fórmula de Euler puede reescribirse como eiπ + 1 = 0 o eiπ = -1, lo que se conoce como identidad de Euler.

## Historia
Roger Cotes descubrió en 1714 la relación entre las funciones trigonométricas y el logaritmo,
{\displaystyle ix=\ln(\cos x+i\operatorname {sen} x)}
y fue publicada en su obra póstuma Harmonia mensurarum (1722), 20 años antes de que lo hiciera Leonhard Euler. Euler desarrolló la fórmula utilizando la función exponencial en vez del logaritmo y lo comunicó en una carta enviada a Christian Goldbach en 1741, siendo publicada y popularizada en su obra Introductio in analysin infinitorum en 1748. Es interesante notar que ninguno de los descubridores vio la interpretación geométrica señalada anteriormente: la visión de los números complejos como puntos en el plano surgió en 1787 por parte del matemático Caspar Wessel en su único informe para la Real Academia Danesa. 
Un siglo más tarde B. Peirce concluyó la deducción de la fórmula delante de sus alumnos, diciendo: "Caballeros, con seguridad esta fórmula es cierta , aunque les parezca paradójica..." 
Johann Bernoulli había descubierto que
{\displaystyle {\frac {1}{1+x^{2}}}={\frac {1}{2}}\left({\frac {1}{1-ix}}+{\frac {1}{1+ix}}\right).}
Y puesto que
{\displaystyle \int {\frac {dx}{1+ax}}={\frac {1}{a}}\ln(1+ax)+C,}
la ecuación anterior nos dice algo sobre los  logaritmos complejos al relacionar los logaritmos naturales con los números imaginarios (complejos). Sin embargo, Bernoulli no evaluó la integral.
La correspondencia de Bernoulli con Euler (que también conocía la ecuación anterior) muestra que Bernoulli no entendía completamente los  logaritmos complejos. Euler también sugirió que los logaritmos complejos pueden tener infinitos valores.
La visión de los números complejos como puntos en el plano complejo fue descrita unos 50 años más tarde por Caspar Wessel.

## Potencia compleja de e
Se suele expresar como:
{\displaystyle e^{z}=e^{x+iy}=e^{x}(\cos y+i\,\operatorname {sen} \,y)}
siendo {\displaystyle z} la variable compleja definida por {\displaystyle z=x+iy}

### Demostración
Nótese que esta no es una demostración basada en las propiedades de los números complejos y de la función exponencial, sino que es necesaria la definición de la exponencial compleja como el equivalente a la serie de Taylor sobre los números reales para parámetros complejos.
La fórmula puede interpretarse geométricamente como una circunferencia unidad en el plano complejo, dibujada por la función eix al variar {\displaystyle x} sobre los números reales. Así, {\displaystyle x} es el ángulo de una recta que conecta el origen del plano y un punto sobre la circunferencia unidad, con el eje positivo real, medido en sentido contrario a las agujas del reloj y en radianes. La fórmula solo es válida si también el seno y el coseno tienen sus argumentos en radianes.

### Demostración usando las Series de Taylor
Sabiendo que:
{\displaystyle {\begin{aligned}i^{0}&{}=1,\quad &i^{1}&{}=i,\quad &i^{2}&{}=-1\quad &i^{3}&{}=-i,\\i^{4}&={}1,\quad &i^{5}&={}i,\quad &i^{6}&{}=-1,\quad &i^{7}&{}=-i,\\\end{aligned}}}

La fórmula de Euler ilustrada en el plano complejo.

y así sucesivamente. Además de esto, las funciones ex, cos(x) y sen(x) (asumiendo que x sea un número real) pueden ser expresadas utilizando sus series de Taylor alrededor de cero.
{\displaystyle {\begin{aligned}e^{x}&{}={\frac {x^{0}}{0!}}+{\frac {x^{1}}{1!}}+{\frac {x^{2}}{2!}}+{\frac {x^{3}}{3!}}+{\frac {x^{4}}{4!}}+\cdots \\\cos x&{}={\frac {x^{0}}{0!}}-{\frac {x^{2}}{2!}}+{\frac {x^{4}}{4!}}-{\frac {x^{6}}{6!}}+\cdots \\\sin x&{}={\frac {x^{1}}{1!}}-{\frac {x^{3}}{3!}}+{\frac {x^{5}}{5!}}-{\frac {x^{7}}{7!}}+\cdots \end{aligned}}}
Otra definición que se le puede dar a {\displaystyle e^{x}} basándose en las series de Taylor es la siguiente:
{\displaystyle e^{x}={\biggl (}\sum _{k=0}^{\infty }{\frac {x^{k}}{k!}}{\biggr )}}
también válido para:
{\displaystyle \cos x={\biggl (}\sum _{k=0}^{\infty }{\frac {(-1)^{k}x^{2k}}{(2k)!}}{\biggr )}}
{\displaystyle \sin x={\biggl (}\sum _{k=0}^{\infty }{\frac {(-1)^{k}x^{2k+1}}{(2k+1)!}}{\biggr )}}
Definimos cada una de estas funciones por las series anteriores, remplazando x por i·z, donde z es una variable real e i la unidad imaginaria. Esto es posible porque el radio de convergencia es infinito en cada serie. Entonces encontramos que:
{\displaystyle {\begin{aligned}e^{iz}&{}={\frac {(iz)^{0}}{0!}}+{\frac {(iz)^{1}}{1!}}+{\frac {(iz)^{2}}{2!}}+{\frac {(iz)^{3}}{3!}}+{\frac {(iz)^{4}}{4!}}+{\frac {(iz)^{5}}{5!}}+{\frac {(iz)^{6}}{6!}}+{\frac {(iz)^{7}}{7!}}+{\frac {(iz)^{8}}{8!}}+\cdots \\&{}={\frac {z^{0}}{0!}}+i{\frac {z^{1}}{1!}}-{\frac {z^{2}}{2!}}-i{\frac {z^{3}}{3!}}+{\frac {z^{4}}{4!}}+i{\frac {z^{5}}{5!}}-{\frac {z^{6}}{6!}}-i{\frac {z^{7}}{7!}}+{\frac {z^{8}}{8!}}+\cdots \\&{}=\left({\frac {z^{0}}{0!}}-{\frac {z^{2}}{2!}}+{\frac {z^{4}}{4!}}-{\frac {z^{6}}{6!}}+{\frac {z^{8}}{8!}}-\cdots \right)+i\left({\frac {z^{1}}{1!}}-{\frac {z^{3}}{3!}}+{\frac {z^{5}}{5!}}-{\frac {z^{7}}{7!}}+\cdots \right)\\&{}=\cos(z)+i\sin(z)\end{aligned}}}
El reordenamiento es posible debido a que cada serie es absolutamente convergente. Remplazando z = x como un número real resulta en la identidad original tal como la descubrió Euler.

### Usando coordenadas polares
Otra demostración se basa en el hecho de que todos los números complejos pueden expresarse en coordenadas polares. Por lo tanto, para algunos r y θ dependen de x,
{\displaystyle e^{ix}=r\left(\cos \theta +i\sin \theta \right).}
No se están haciendo suposiciones sobre r y θ; se determinarán en el curso de la demostración. De cualquiera de las definiciones de la función exponencial se puede demostrar que la derivada de eix es ieix. Por lo tanto, diferenciando ambos lados se obtiene
{\displaystyle ie^{ix}=\left(\cos \theta +i\sin \theta \right){\frac {dr}{dx}}+r\left(-\sin \theta +i\cos \theta \right){\frac {d\theta }{dx}}.}
Sustituyendo r(cos θ + i sen θ) por eix e igualando las partes real e imaginaria en esta fórmula da drdx = 0 y dθdx = 1. Por lo tanto, r es una constante, y θ es x + C para alguna constante C. Los valores iniciales r(0) = 1 y θ(0) = 0 provienen de e0i = 1, dando r = 1 y θ = x. Esto demuestra la fórmula
{\displaystyle e^{ix}=1(\cos x+i\sin x)=\cos x+i\sin x.}

## Relevancia matemática

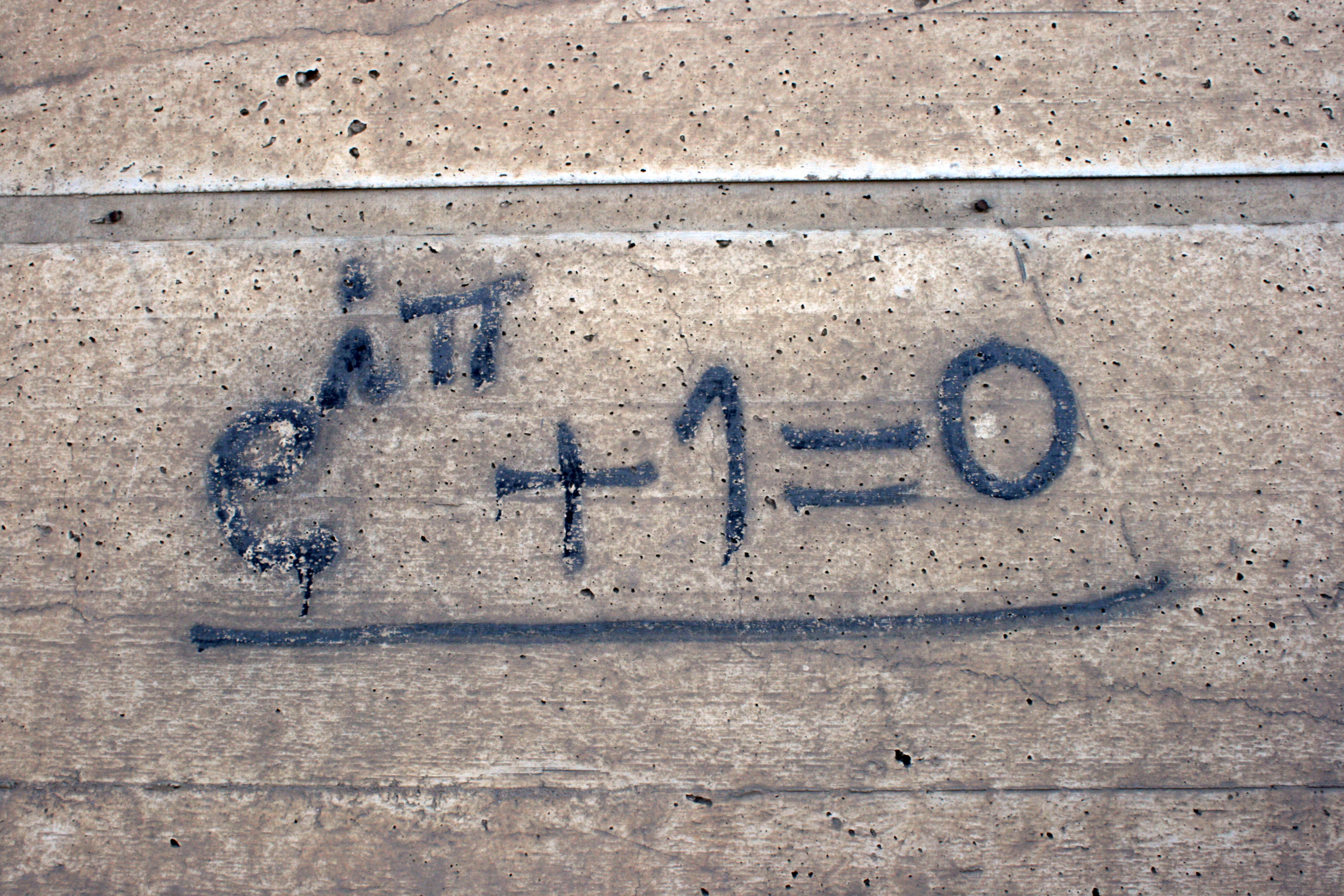
El grafiti de la identidad de Euler.

La fórmula proporciona una potente conexión entre el análisis matemático y la trigonometría. Se utiliza para representar los números complejos en coordenadas polares y permite definir el logaritmo para números negativos y números complejos.

### Logaritmo de un número negativo
En este caso, la fórmula de Euler es evaluada en {\displaystyle x=\pi } , obteniendo la identidad de Euler:
{\displaystyle e^{\mathrm {i} \pi }=\cos \pi +\mathrm {i} \,\operatorname {sen} \pi =-1}
{\displaystyle e^{\mathrm {i} \pi }=-1\,\!}
Luego, al aplicar el logaritmo natural se obtiene:
{\displaystyle \mathrm {i} \pi =\ln(-1)\,\!}.

### Logaritmo de un número negativo cualquiera
Como extensión de la ecuación anterior, el logaritmo de cualquier número negativo se define como:
{\displaystyle \ln(-a)=\ln(a)+\ln(-1)=\ln(a)+\mathrm {i} \pi \,\!}. Donde {\displaystyle a>0}.
Además puede definirse el logaritmo de un número negativo en cualquier base, a partir del logaritmo natural y la fórmula de cambio de base.

### Integración y derivación
Una propiedad importante de la fórmula de Euler es que es la única función matemática que permanece con la misma forma (excepto por la unidad imaginaria) con las operaciones de integración y derivación del cálculo integral, lo que permite que se utilice para convertir ecuaciones diferenciales en ecuaciones con forma algebraica, simplificando enormemente esas operaciones.
De las reglas de la exponenciación
{\displaystyle e^{a+b}=e^{a}\cdot e^{b}}
y
{\displaystyle (e^{a})^{b}=e^{a\cdot b}}
(válidas para todo par de números complejos {\displaystyle a} y {\displaystyle b}), se pueden derivar varias identidades trigonométricas, así como la fórmula de De Moivre. 

### Funciones trigonométricas
La fórmula de Euler también permite interpretar las funciones seno y coseno como meras variaciones de la función exponencial:
{\displaystyle \cos x={e^{ix}+e^{-ix} \over 2}}
{\displaystyle \operatorname {sen} x={e^{ix}-e^{-ix} \over 2i}}
A partir de estas igualdades, es posible definir las funciones trigonométricas para los números complejos de este modo:
{\displaystyle \operatorname {sen} z={\cfrac {e^{zi}-e^{-zi}}{2i}}}
{\displaystyle \cos z={\cfrac {e^{zi}+e^{-zi}}{2}}}
{\displaystyle \tan z={\cfrac {e^{zi}-e^{-zi}}{e^{zi}+e^{-zi}}}\cdot {\cfrac {1}{i}}}
siendo {\displaystyle z\in \mathbb {C} }, es decir, que pertenece al conjunto de números complejos. Estas funciones trigonométricas cumplen las leyes de sus similares aplicadas a los números reales. Sean los números complejos {\displaystyle z} y {\displaystyle w}, es decir {\displaystyle z\land w\in \mathbb {C} }, entonces son válidas las siguientes igualdades:
{\displaystyle \cos ^{2}{z}+\operatorname {sen} ^{2}{z}=1}
{\displaystyle \cos(-z)=\cos(z)}
{\displaystyle \operatorname {sen}(-z)=-\operatorname {sen}(z)}
{\displaystyle \operatorname {sen}(z+w)=\operatorname {sen}(z)\cos(w)+\operatorname {sen}(w)\cos(z)}
{\displaystyle \cos(z+w)=\cos(z)\cos(w)-\operatorname {sen}(w)\operatorname {sen}(z)}

### Ecuaciones diferenciales
En las ecuaciones diferenciales, la expresión {\displaystyle e^{ix}} es utilizada a menudo para simplificar derivadas, incluso si la respuesta final es una función real en la que aparezcan senos o cosenos. La identidad de Euler es una consecuencia inmediata de la fórmula de Euler.

### Análisis de señales
Las señales que varían periódicamente suelen describirse como una combinación de funciones seno y coseno, como ocurre en el análisis de Fourier, y estas son expresadas más convenientemente como la parte real de una función exponencial con exponente imaginario, utilizando la fórmula de Euler.

## Aplicaciones

Fórmula de Euler e^{iφ} = cos φ + i sin φ ilustrada en el plano complejo

.

### Interpretación de la fórmula
Esta fórmula puede interpretarse como que la función eiφ es un  número complejo unitario, es decir, traza el círculo unitario en el plano complejo a medida que φ recorre los números reales. Aquí φ es el ángulo que forma una recta que une el origen con un punto del círculo unitario con el  eje real positivo, medido en sentido contrario a las agujas del reloj y en radianes.
La demostración original se basa en las expansiones en serie de Taylor de la función exponencial ez (donde z es un número complejo) y de sin x y cos x para números reales x (véase más adelante). De hecho, la misma demostración muestra que la fórmula de Euler es incluso válida para todos los números complejos x.
Un punto en el plano complejo puede representarse por un número complejo escrito en coordenadas cartesianas. La fórmula de Euler proporciona un medio de conversión entre coordenadas cartesianas y coordenadas polares. La forma polar simplifica las matemáticas cuando se utiliza en la multiplicación o potencias de números complejos. Cualquier número complejo z = x + iy}, y su conjugado complejo, z = x - iy}, puede escribirse como
{\displaystyle {\begin{aligned}z&=x+iy=|z|(\cos \varphi +i\sin \varphi )=re^{i\varphi },\\{\bar {z}}&=x-iy=|z|(\cos \varphi -i\sin \varphi )=re^{-i\varphi },\end{aligned}}}
donde
- x = Re z es la parte real,
- y = Im z es la parte imaginaria,
- r = z = √x2 + y2 es la magnitud de z
- φ = arg z = atan2(y, x).

φ es el  argumento de z, es decir, el ángulo entre el eje x y el vector z medido en sentido antihorario en radianess, que está definido  salvo para 2π}. Muchos textos escriben φ = tan-1 yx en lugar de φ = atan2(y, x), pero la primera ecuación necesita un ajuste cuando x ≤ 0. Esto se debe a que para cualquier x y y reales, no siendo ambos cero, los ángulos de los vectores (x, y) y (-x, -y) difieren en π radianes, pero tienen el idéntico valor de tan φ = yx.